# Canal Contemporâneo
O Canal Contemporâneo é uma publicação digital e uma comunidade virtual focado em arte contemporânea brasileira. Criado pela artista brasileira Patricia Canetti, o sítio entrou no ar e enviou o primeiro convite eletrônico, precursor do seu informativo – e-nformes, em 1º de dezembro de 2000. Todas as edições publicadas desde então - mais de 1.800 - estão arquivadas online e podem ser acessadas via buscadores.
As várias seções do sítio do Canal Contemporâneo reúnem informações sobre eventos (exposições, salões e prêmios de arte, cursos, seminários), imagens de obras de arte e textos críticos e teóricos, que são enviados pela coletividade de arte e selecionados, editados e publicados pela equipe do Canal Contemporâneo. Artigos sobre arte contemporânea e políticas públicas de cultura, de revistas e jornais brasileiros – Diário de Pernambuco, Diário do Nordeste, Folha de S. Paulo, Jornal do Brasil, Isto É, O Estado de S. Paulo, O Globo, O Povo, entre outros –, são republicados gerando discussões e mobilizações políticas de interesse da área. Todo esse processo colaborativo armazenado e divulgado formam a memória coletiva atual do meio de arte contemporânea brasileiro. A atuação política, ou ativismo artístico, mobilizou a comunidade em episódios com resultados historicamente importantes como no caso da construção do museu Guggenheim no Rio de Janeiro e a legitimação das artes tecnológicas no Ministério da Cultura (Brasil).
O Canal Contemporâneo fez sua estreia em exposições em 2004, participando de "Hiper Relações eletro / Digitais", com curadoria de Daniela Bousso para o Prêmio Sergio Motta de Arte e Tecnologia, no Santander Cultural, em Porto Alegre, com o trabalho "Quebra de Padrão", e da mostra "Tudo Aquilo Que Escapa", com curadoria de Cristiana Tejo, no âmbito do 46º Salão de Artes Plásticas de Pernambuco, no Museu do Estado, em Recife, com a obra "Para que servem os salões?". Em 2007, participou da Documenta 12 magazines, com a colaboração de diversos trabalhos artísticos e teóricos da comunidade, e foi convidado a participar da semana "Paper and Pixel" em Kassel, na Alemanha, durante a 12ª edição da Documenta em julho do mesmo ano.
O Canal Contemporâneo é sustentado desde 2002 por contribuições de associados – usuários (artistas, críticos, curadores, pesquisadores, professores, estudantes, jornalistas, museólogos, gestores de instituições culturais, colecionadores, marchands) e organismos (galerias, produtoras, museus, espaços culturais, prêmios, empresas patrocinadoras). Foi patrocinado pela Petrobras entre 2005 e 2013, com o apoio da Lei de Incentivo à Cultura do MinC.